# Katharina Stauß
Katharina Stauß est une ancienne joueuse de volley-ball allemande désormais entraîneur, née le 4 juillet 1988 à Heidelberg. Elle mesure 1,86 m et jouait au poste de passeuse. 

## Clubs
| Club                    | De        | À         |
| ----------------------- | --------- | --------- |
| VC Olympia Rhein-Neckar |           | 2007-2008 |
| VC Stuttgart            | 2008-2009 | 2009-2010 |
| SV Sinsheim             | 2010-2011 | 2011-2012 |
| TG Bad Soden            | 2012-2013 | 2012-2013 |
| VSG Mannheim            | 2013-2014 | 2014-2015 |